# Gornja Vidovska
Gornja Vidovska falu Bosznia-Hercegovinában, a Bosznia-hercegovinai Föderáció Una-Szanai kantonjában. Közigazgatásilag Velika Kladušához tartozik.

## Fekvése
Bosznia-Hercegovina északnyugati részén, Bihácstól légvonalban 33, közúton 53 km-re északra, Velika Kladušától légvonalban 8, közúton 12 km-re délre fekvő dombos vidéken fekszik. 

## Népessége
| Nemzetiségi csoport | Népesség 1991 | Népesség 2013 |
| ------------------- | ------------- | ------------- |
| Szerb               | 1             | 0             |
| Bosnyák             | 844           | 564           |
| Horvát              | 0             | 1             |
| Jugoszláv           | 0             | 0             |
| Egyéb               | 7             | 193           |
| Összesen            | 852           | 758           |

## Története
Mustafa Čišić efendi feljegyzései szerint Gornja Vidovska első iskolája 1740-ben, az első mecset pedig 1765-ben épült. Miután ennek állapota leromlott, új mecsetet építettek, amelyet 1966-ban nyitottak meg. A helyreállítás és a díszítés révén a mecset 2008-ra új köntösben tündökölt, aminek eredményeként még abban az évben megnyitották. A mecset mindennel fel van szerelve, amivel egy mecsetnek rendelkeznie kell ahhoz, hogy megfeleljen a gyülekezet igényeinek. A gyülekezetnek 167 háztartása van, de számos tagja él diaszpórában, akik mindig szívesen válaszolnak a meghívásokra és részt vesznek a gyülekezet minden tevékenységében és projektjében, hogy ezzel is segítsék közösségüket és gyülekezetüket. Gornja Vidovskában imámként és muallimként tizenhét éve Arif Erdić efendi látja el a szolgálatot.

## Oktatás
Az iskolaépület 1963-ban épült négyosztályos iskolaként. A boszniai háború során az épület megsérült, a helyreállítást a Velika Kladusában állomásozó kanadai SFOR zászlóalj végezte. A felületes felújítás miatt azonban az iskola épülete ismét kedvezőtlen állapotú lett, így 2010-ben megtörtént a tetőfelújítás, a teljes épületen a betonfödém cseréje, az összes belső és külső asztalosmunka, felújították a mellékhelyiségeket és kerámialapokkal burkolták az iskola folyosóját.

## Nevezetességei
- A falu mecsete 1966-ban épült, majd a boszniai háború után megújították és 2008-ban nyitották meg. A mecset méretei 12×10 méter, minaretje 15 méter magas.[4]

- A falu közelében, a Glavica-hegy lábánél található a Hukavica-cseppkőbarlang. A barlang kialakulását egy északkelet-délnyugat irányú tektonikus repedés eredményezte. Egyetlen 281 méter hosszúságú földalatti járatból áll. A barlang négy részre osztható, fő látványossága a Nagyterem a második részben található. A terem 22 m széles, 33,5 m hosszú és körülbelül 12 m magas. Díszei közül említésre méltók a kalcitkristályok és a bejárat mögött balra található nagy cseppkőoszlop, mely egyúttal a barlang jelképe. A járat a barlang belseje felé haladva fokozatosan szűkül, a vége már csak kúszva járható. Az emberi kultúra nyomai közül kiemelendő a bejárati kőfal és két kő válaszfal. Ezek a falak valószínűleg valamilyen hidrotechnikai építmény maradványai. A bejárat mennyezetén vakolatmaradványok arra utalnak, hogy egykor az egész bejáratot elzárta valamely épület, valószínűleg egy malom fala. A barlang más részein is látható az emberi beavatkozás nyoma, mely főként a könnyebb bejárhatóságot szolgálta.[6]